# 莲花洞 (青海省)
莲花洞，位于中华人民共和国青海省海东市乐都区瞿昙镇大石滩村，为青海省市县级文物保护单位，公布日期为2003年6月20日，类型为石窟寺及石刻。
莲花洞的历史年代为明代。